# Отто Гормель
Отто Гормель (нім. Otto Hormel; 13 вересня 1886, Кассель — 22 квітня 1971, Райнбек) — німецький військово-морський діяч, адмірал крігсмаріне (1 квітня 1942).

## Біографія
3 квітня 1907 року вступив на службу у ВМФ кадетом. Пройшов підготовку на навчальному кораблі «Штайн» і у військово-морському училищі. Учасник Першої світової війни. У серпні 1914 року направлений в складі військово-морського аташату до Вашингтона. Після повернення в лютому 1915 року переведений на міноносці, командував міноносцями А-16 (червень 1915 — червень 1917) і S-63 (червень 1917 — березень 1919), на чолі яких брав участь в операціях біля берегів Фландрії.
Після демобілізації армії залишений на флоті. З 1920 року служив в береговій обороні, в 1923 році — інструктор військово-морського училища в Мюрвіку. З 7 квітня 1926 року — навігаційний офіцер лінійного корабля «Ганновер». 31 січня 1927 року переведений у Відділ флоту Морського керівництва референтом. З 2 жовтня 1930 по 5 жовтня 1932 року — 1-й офіцер лінійного корабля «Шлезвіг-Гольштейн». 21 листопада 1932 року очолив військово-морське управління в Гамбурзі. З 5 жовтня 1933 року — командир крейсера «Лейпциг». 30 вересня 1935 року призначений начальником центрального відділу військово-морських верфей у Вільгельмсгафені. З 30 листопада 1937 року — комендант військово-морського арсеналу в Кілі.
З 1 квітня 1939 року — обер-верф-директор військово-морської верфі в Кілі. 6 травня 1943 року переведений в розпорядження головнокомандувача ВМС, а 31 серпня звільнений у відставку. 12 червня 1944 року знову призваний на службу. 31 березня 1945 року вдруге вийшов у відставку.

## Нагороди
- Залізний хрест
  - 2-го класу (1915)
  - 1-го класу
- Військовий Хрест Фрідріха-Августа (Ольденбург) 2-го (із застібкою «Перед ворогом») і 1-го класу
- Фландрійський хрест із застібкою «Морська війна»
- Колоніальний знак (22 березня 1922)
- Орден Заслуг (Чилі), лицарський хрест (10 грудня 1925)
- Почесний хрест ветерана війни з мечами (5 січня 1935)
- Медаль «За вислугу років у Вермахті» 4-го, 3-го, 2-го і 1-го класу (25 років; 2 жовтня 1936) — отримав 4 медалі одночасно.
- Хрест Воєнних заслуг
  - 2-го класу з мечами (22 листопада 1940)
  - 1-го класу з мечами (20 квітня 1941)